# Сентябрьская
Сентябрьская — бухта Тихого океана у восточного берега острова Итуруп. Относится к территории Курильского района Сахалинской области России.
Берег залива обрывистый, поросший бамбуком и кустарником. Берег вершины бухты пологий, с песчано-галечным пляжем.
Глубина при входе в бухту Сентябрьская доходит до 13 м, в средней части 4—7 м. Дно — камень и галька, покрытые водорослями. Берега бухты окаймлены отмелями с глубинами менее 5 м, в прибрежной части которых имеются осушки.
Названа в честь победы над Японией, капитулировавшей 2 сентября 1946 года.
На берегу бухты расположен посёлок Сентябрьский.